# Gerardo Galindo
Gerardo Gabriel „Jerry” Galindo Martínez (ur. 23 maja 1978 w Cuernavace) – meksykański piłkarz występujący na pozycji defensywnego pomocnika, reprezentant Meksyku.

## Kariera klubowa
Galindo pochodzi ze stołecznego miasta Meksyk i jest wychowankiem tamtejszego zespołu Pumas UNAM. Do treningów drużyny seniorów został włączony przez szkoleniowca Luisa Floresa – w meksykańskiej Primera División zadebiutował 31 sierpnia 1997 w wygranym 1:0 spotkaniu z Atlante. Podstawowym graczem Pumas został jednak dopiero cztery lata później za kadencji trenera Hugo Sáncheza i wtedy także odnosił z zespołem największe sukcesy. W 2004 roku dwukrotnie zostawał z Pumas mistrzem Meksyku – zarówno w wiosennym sezonie Clausura, jak i jesiennym Apertura. Zdobył także wówczas superpuchar kraju – Campeón de Campeones. Rok później doszedł z drużyną do finału Pucharu Mistrzów CONCACAF i Copa Sudamericana. Pierwszego gola w najwyższej klasie rozgrywkowej zdobył 6 marca 2005 w wygranym 3:2 spotkaniu z Atlasem. Podczas dziewięciu lat spędzonych w Pumas Galindo rozegrał 217 ligowych meczów, w których dwukrotnie wpisywał się na listę strzelców.
Latem 2006 Galindo przeszedł do ekipy Club Necaxa, gdzie pół roku później wygrał rozgrywki InterLigi 2007, dzięki czemu jego drużyna mogła wystąpić w turnieju Copa Libertadores. W tamtej edycji rozgrywek Necaxa odpadła w 1/8 finału. Wiosną 2009 został wypożyczony do zespołu CF Monterrey, gdzie spędził kolejne półtora roku i z którym podczas sezonu Apertura 2009 wywalczył trzecie w swojej karierze mistrzostwo Meksyku. Ponownie triumfował także w rozgrywkach InterLigi, a w Copa Libertadores ekipa Monterrey zakończyła swój udział już w fazie grupowej. Latem 2010 Galindo na zasadzie wypożyczenia zasilił drugoligowy Club Tijuana, któremu pomógł w wywalczeniu historycznego awansu do najwyższej klasy rozgrywkowej.
Jesienią 2011 Galindo pozostawał bez klubu, natomiast w styczniu 2012 jako wolny zawodnik podpisał umowę z drużyną Tecos UAG z siedzibą w mieście Guadalajara.
| Sezon     | Klub         | Kraj   | Rozgrywki        | Mecze | Bramki |
| --------- | ------------ | ------ | ---------------- | ----- | ------ |
| 1997/1998 | Pumas UNAM   | Meksyk | Primera División | 1     | 0      |
| 1998/1999 | Pumas UNAM   | Meksyk | Primera División | 13    | 0      |
| 1999/2000 | Pumas UNAM   | Meksyk | Primera División | 17    | 0      |
| 2000/2001 | Pumas UNAM   | Meksyk | Primera División | 14    | 0      |
| 2001/2002 | Pumas UNAM   | Meksyk | Primera División | 18    | 0      |
| 2002/2003 | Pumas UNAM   | Meksyk | Primera División | 38    | 0      |
| 2003/2004 | Pumas UNAM   | Meksyk | Primera División | 45    | 0      |
| 2004/2005 | Pumas UNAM   | Meksyk | Primera División | 38    | 1      |
| 2005/2006 | Pumas UNAM   | Meksyk | Primera División | 33    | 1      |
| 2006/2007 | Club Necaxa  | Meksyk | Primera División | 30    | 1      |
| 2007/2008 | Club Necaxa  | Meksyk | Primera División | 34    | 0      |
| 2008/2009 | Club Necaxa  | Meksyk | Primera División | 15    | 0      |
| 2008/2009 | CF Monterrey | Meksyk | Primera División | 17    | 0      |
| 2009/2010 | CF Monterrey | Meksyk | Primera División | 27    | 0      |
| 2010/2011 | Club Tijuana | Meksyk | Liga de Ascenso  | 30    | 0      |
| 2011/2012 | Tecos UAG    | Meksyk | Primera División |       |        |

## Kariera reprezentacyjna
W seniorskiej reprezentacji Meksyku Galindo zadebiutował 4 czerwca 2000 w zremisowanym 2:2 meczu z Irlandią, wchodzącym w skład towarzyskiego turnieju U.S. Cup. W 2005 roku został powołany przez selekcjonera Ricardo Lavolpe na Złoty Puchar CONCACAF, gdzie 10 lipca w wygranym 4:0 meczu fazy grupowej z Gwatemalą strzelił pierwszego gola w kadrze narodowej. Ogółem w rozgrywkach Złotego Pucharu strzelił dwa gole w trzech meczach, natomiast Meksykanie odpadli w ćwierćfinale.
W 2006 roku Galindo był poważnym kandydatem do wyjazdu na Mistrzostwa Świata w Niemczech, lecz ku niezadowoleniu meksykańskich kibiców trener Lavolpe postanowił powołać na światowy czempionat bardziej doświadczonego Rafaela Garcíę.